# Claret (Hérault)
Claret ist eine französische Gemeinde mit 1697 Einwohnern (Stand 1. Januar 2022)  im Département Hérault in der Region Okzitanien. Sie gehört zum Arrondissement Lodève und zum Kanton Lodève.
Die Gemeinde grenzt im Norden an Pompignan, im Osten an Corconne, im Süden an Sauteyrargues, Lauret und Valflaunès, im Westen an Rouet und Ferrières-les-Verreries.

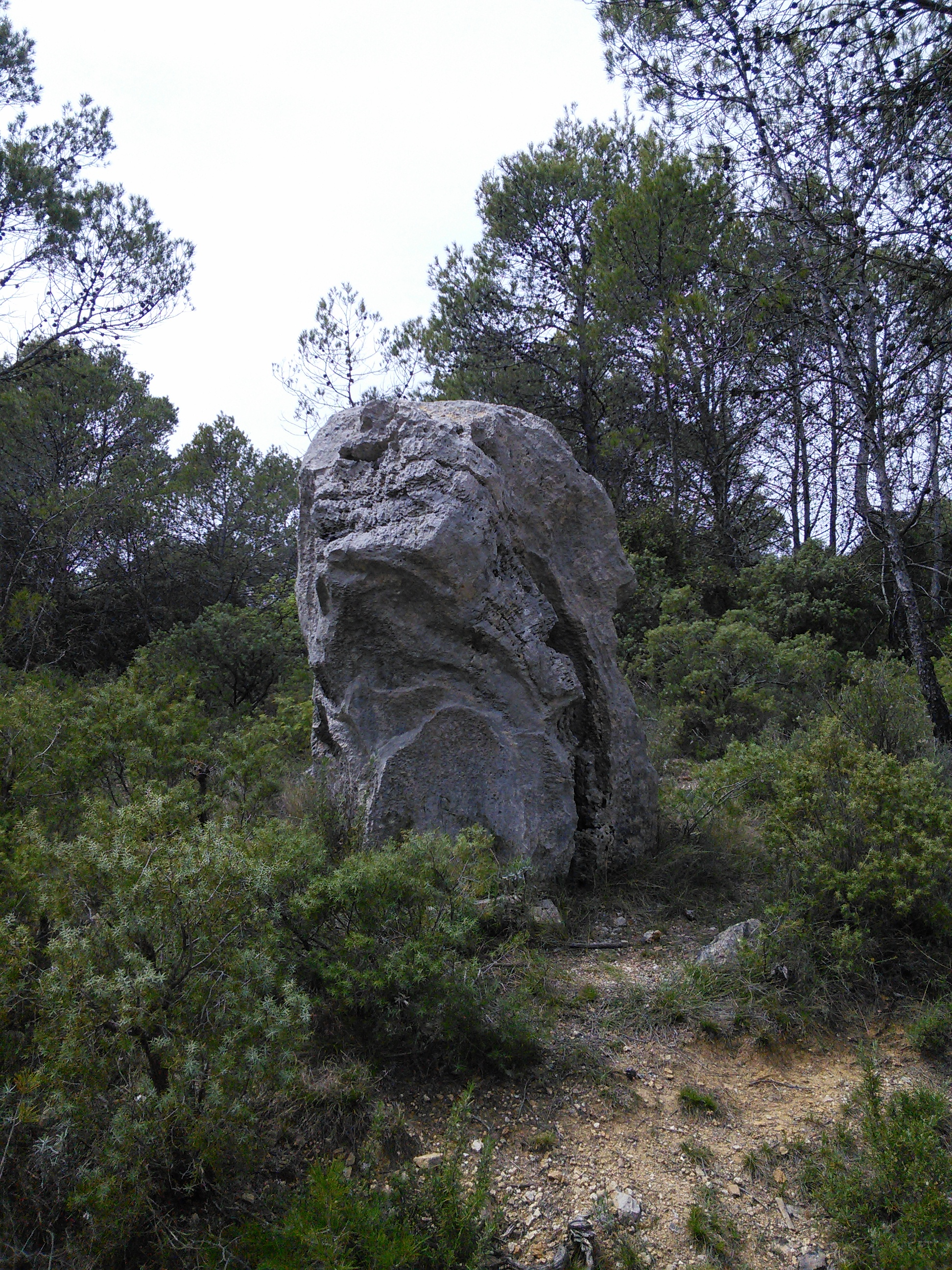
Menhir des Rank

## Bevölkerungsentwicklung
| Bevölkerungsentwicklung | Bevölkerungsentwicklung | Bevölkerungsentwicklung | Bevölkerungsentwicklung | Bevölkerungsentwicklung | Bevölkerungsentwicklung | Bevölkerungsentwicklung | Bevölkerungsentwicklung | Bevölkerungsentwicklung |
| ----------------------- | ----------------------- | ----------------------- | ----------------------- | ----------------------- | ----------------------- | ----------------------- | ----------------------- | ----------------------- |
| Jahr                    | 1968                    | 1975                    | 1982                    | 1990                    | 1999                    | 2006                    | 2017                    |                         |
| Einwohner               | 468                     | 476                     | 526                     | 825                     | 1069                    | 1320                    | 1563                    |                         |